# Montois-la-Montagne
Montois-la-Montagne ist eine französische Gemeinde mit 2717 Einwohnern (Stand 1. Januar 2022) im Département Moselle in der Region Grand Est (bis 2015 Lothringen).

## Geographie
Die Gemeinde Montois-la-Montagne liegt auf einem Plateau über dem Ornetal, etwa 18 Kilometer nordwestlich von Metz und sieben Kilometer südöstlich von Briey an der Grenze zum Département Meurthe-et-Moselle.

## Geschichte
Das Dorf gehörte einst zum Herzogtum Bar. Ältere Ortsbezeichnungen sind  Mantoys (15. Jh.), Maontoi (1537) und Montosium, Montois-Malancourt (1811). Auf der Gemarkung des Dorfs wurde 1824 ein großes fränkisches Gräberfeld gefunden.
Das Dreieck im Gemeindewappen entstammt der Familie Gauvain, die im 16. Jahrhundert Herren des Ortes waren. Die Steckkreuze sind das Symbol des Herzogtums Bar.
Durch den Frankfurter Frieden vom 10. Mai 1871 kam die Region an das deutsche Reichsland Elsaß-Lothringen, und das Dorf wurde dem Landkreis Metz im Bezirk Lothringen zugeordnet.
Nach dem Ersten Weltkrieg musste die Region aufgrund der Bestimmungen des Versailler Vertrags 1919 an Frankreich abgetreten werden und wurde Teil des Département Moselle.
Im Zweiten Weltkrieg war die Region von der deutschen Wehrmacht besetzt.
Der kleine Ort trug von 1940 bis 1944 den verdeutschten Namen Montingen.
Die Gemeinde Montoy-Flanville östlich von Metz, die im Ersten Weltkrieg denselben Namen trug, wurde 1940–1944 stattdessen in Monten umbenannt.

### Bevölkerungsentwicklung
| Jahr      | 1962 | 1968 | 1975 | 1982 | 1990 | 1999 | 2007 | 2019 |
| Einwohner | 3054 | 2654 | 2660 | 2291 | 2759 | 2616 | 2392 | 2732 |

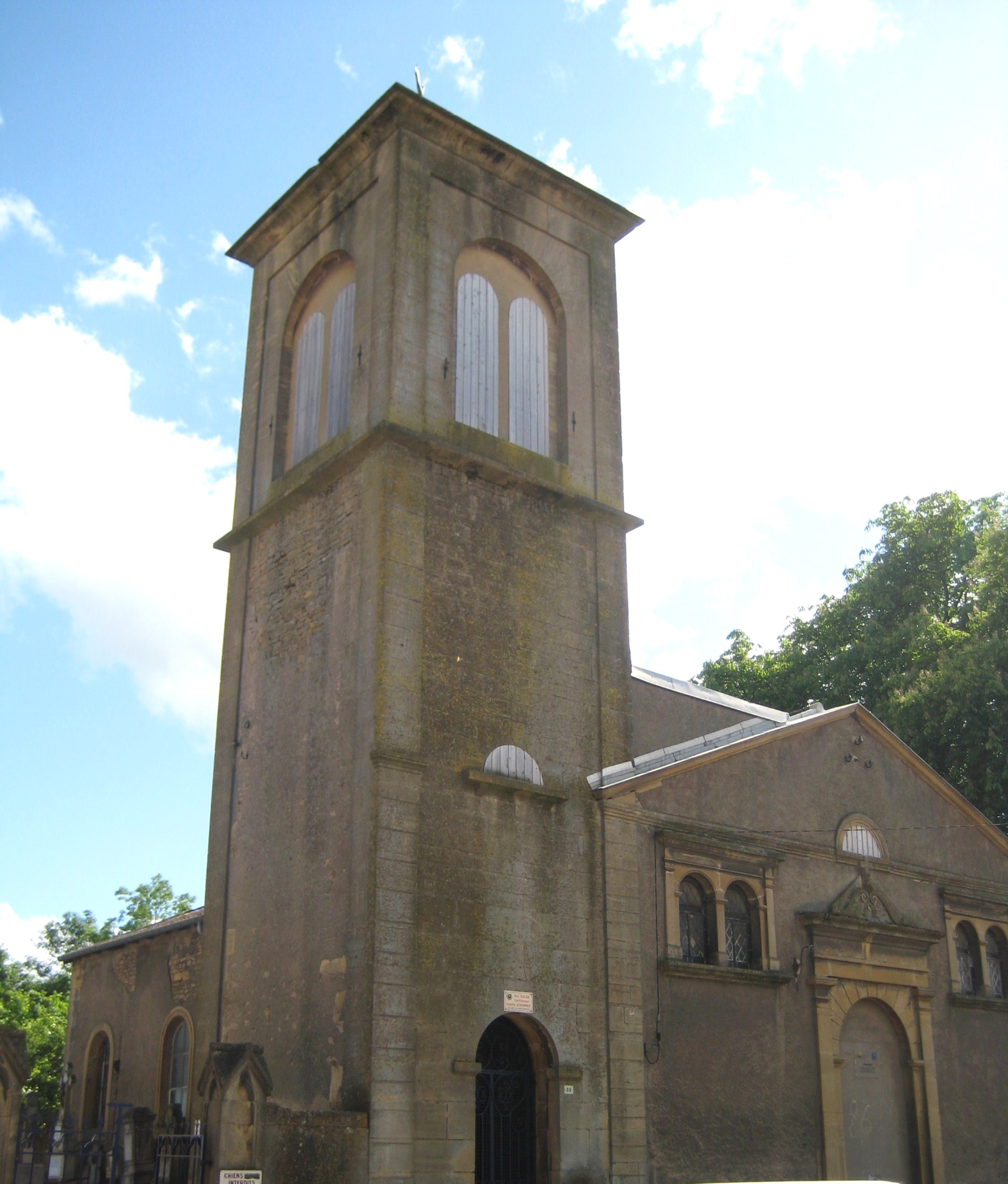
Kirche St. Nicolaus
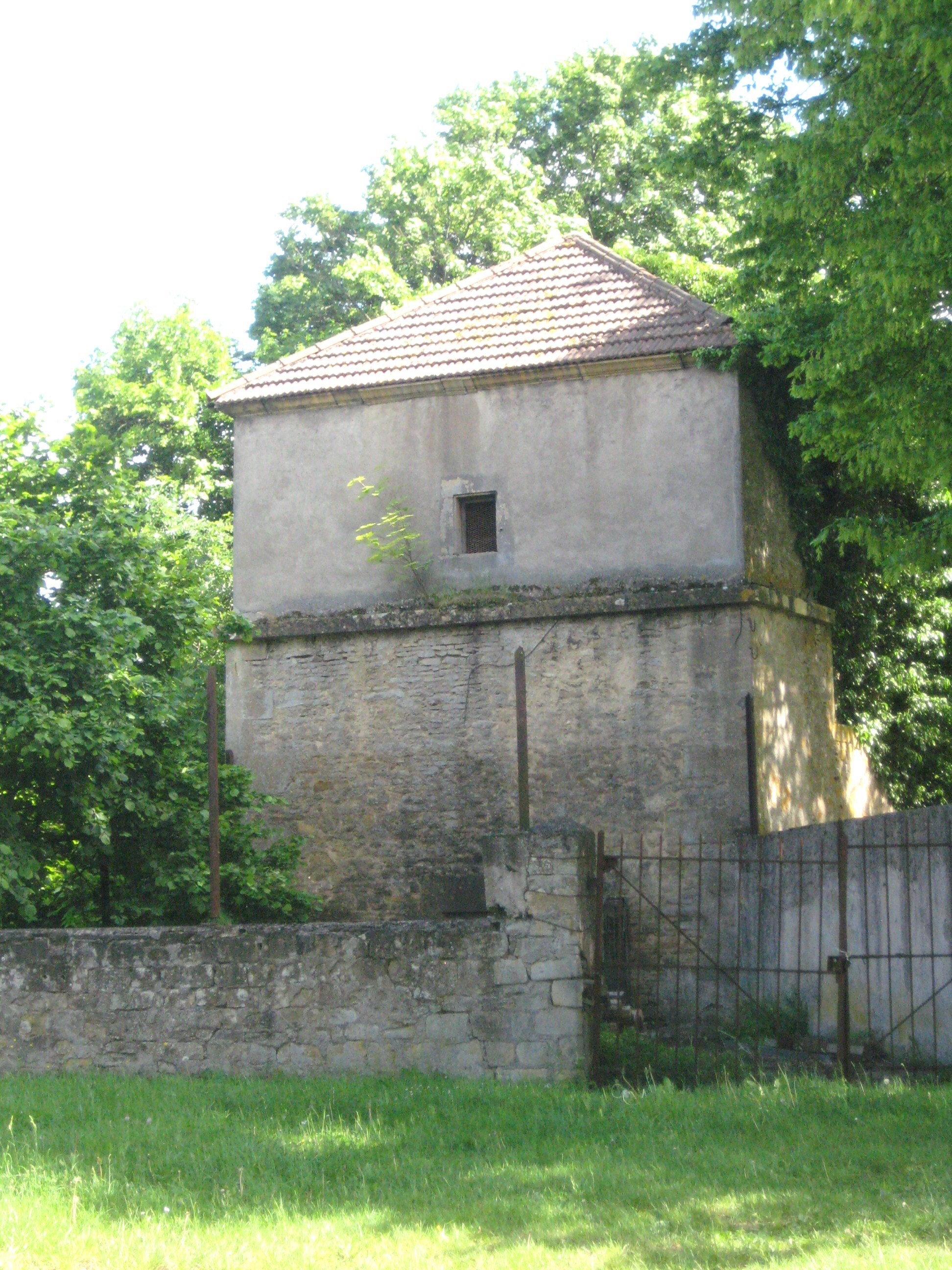
Taubenturm